# Complejo de Buttermilk Creek
El complejo de Buttermilk Creek, en el Condado de Bell (Texas), es un conjunto de sitios arqueológicos, a lo largo del arroyo Buttermilk, excavados independientemte pero que están tan próximos que podrían considerarse un único gran sitio. Allí han sido hallados múltiples artefactos que evidencia una ocupación humana casi continua, que comenzó hace al menos hace 16.000 años.
Los dos sitios más importantes del complejo se conocen como Gault y Debra L. Friedkin y distan entre sí apenas 250 m.

## Sitio Gault
Las primeras excavaciones se llevaron a cabo en 1929, dirigidas por el profesor James E. Pearce de la Universidad de Texas, en la granja de Henry Gault. Las cartas en los archivos de Pearce contienen referencias a un extenso saqueo en el sitio de Gault en 1929, y esto continuó (en realidad fue un sitio de "pago por excavación" durante muchos años) hasta que los propietarios abandonaron tal páctica Afortunadamente, los saqueadores y recolectores aparentemente no excavaron hasta los depósitos inferiores debajo del basurero arcaico, debido a la menor densidad de artefactos coleccionables o comercializables.
Se realizaron excavaciones de prueba en 1991 y se iniciaron investigaciones geoarqueológicas continuas en 1998, que continuaron hasta 2002 y, de 2007 a 2015, bajo los auspicios del Laboratorio de Investigación Arqueológica de Texas en la Universidad de Texas; la Escuela de Investigación Arqueológica Gault. (GSAR) y el Proyecto de Investigación de Prehistoria en la Universidad Estatal de Texas. En 2007, el sitio fue comprado y luego donado a The Archaeological Conservancy. Actualmente, la mayor parte del sitio es administrado y administrado por GSAR en representación de The Nature Conservancy y se ofrecen visitas y oportunidades educativas en forma regular.
El trabajo en 1998-2002 se centró en depósitos tempranos relativamente conservados debajo del basurero saqueado. Se documentó una secuencia de materiales culturales desde los tiempos paleoindios tempranos hasta los tiempos arcaicos tempranos, incluidos los estilos de tecnología identificados como Clovis, Folsom, Wilson, el Salón de Santa María, Cody, Golondrina, Barber, Angostura, Hoxie y Gower. Los artefactos Clovis fueron los más abundantementes. Están representadas las 11 culturas hasta ahora encontradas en el centro de Texas.
Las excavaciones en 2007-2014 en el Área 15 del Sitio Gault apuntaron específicamente a una ocupación anterior a Clovis, evidencia de lo cual se vio en dos unidades de prueba excavadas en 2002 y 2007. La excavación de un bloque grande del Área 15 (48 metros cuadrados) penetró a 3.5 metros de la superficie al lecho rocoso. Inesperadamente, parte de esta área había escapado del saqueo y la recolección y tenía una arqueología intacta justo debajo de la superficie. La evidencia estratigráfica física y cultural, así como la datación por luminiscencia, son consistentes en mostrar una secuencia coherente de material lítico que evidencia esta ocupación más antigua seguida por las ocupaciones Clovis, Indio Paleo Indio, Arcaico Temprano y Arcaico Medio-Tardío durante un período aparente de más de 16.000 años. Entre los millares de herramientas recuperadas artefactos de todos los periodos culturales principales en Texas Central, con las cantidades más grandes pertenecientes a la era Clovis hay más de 60 mil artefactos de la cultura Clovis y 150 mil de los estratos inferiores más antiguos, intactos. Se encontró una plataforma cuadrada empedrada de 2 × 3 metros de la época de Clovis, con escombros circundantes que pueden representar evidencia temprana de una estructura o vivienda. Fueron recuperadas más de 100 piedras incisas y un hueso grabado con líneas geométricamente dispuestas, que puede representar el arte portátil más antiguo desde un contexto seguro en América del Norte.
Las estimaciones de la edad de luminiscencia estimulada ópticamente (hace unos 16 a 20 mil años) indican una ocupación humana temprana en América del Norte antes de al menos unos 16 mil años. Significativamente, este ensamblaje exhibe una tecnología de puntos de proyectil temprana desconocida previamente, no relacionada con Clovis. En un contexto más amplio, esta evidencia sugiere que la tecnología Clovis se extendió a una población indígena ya regionalizada.

## Sitio Debra L. Friedkin
El arqueólogo Michael R. Waters, de la Universidad de Texas A&M, junto con un grupo de estudiantes graduados y no graduados, comenzó a excavar el sitio Debra L. Friedkin en 2006. El sitio está ubicado a 250 m río abajo del sitio Gault.
Los humanos primitivos se habrían sentido atraídos por el área que rodea a Buttermilk Creek debido a su clima favorable, la abundancia de recursos alimenticios, una fuente de agua durante todo el año, pero lo más importante es que la zona era una fuente de piedra chert de Edward de muy alta calidad. Habrían fabricado herramientas con nódulos de chert usando una técnica llamada restallado de pedernal, golpeando con martillos de piedra y palancas de asta para eliminar escamas de chert, hasta que los nódulos se reducen a la forma bifacial. Luego habrían usado astas más pequeñas para moldear a presión estos artículos en puntas de lanza, cuchillos u otras herramientas. Junto con las herramientas bifaciales, también produjeron herramientas unifaciales como cuchillos y cuchillas.
En este sitio , por debajo de los horizontes Folsom y Clovis, se hallaron puntas de proyectil preclovis, que según la datación por luminiscencia estimulada ópticamente (OSL) fueron fabricadas entre 13.500 y 15.500 años antes del presente y que tienen una forma lanceolada triangular, que aparece hace 14 mil años. La relación secuencial de los puntos de proyectil con vástago seguidos por las formas lanceoladas sugiere que los puntos lanceolados se derivan de vástagos o que se originaron a partir de dos migraciones separadas hacia las Américas.

## Poblamiento temprano americano
La evidencia de Debra L.Friedkin, Gault y otros sitios sugiere que los primeros humanos conocidas que ingresaron a las Américas estaban utilizando puntas de proyectil derivadas de las siberianas. Estas personas probablemente llegaron a América desde Siberia, al atravesar el litoral Pacífico, cuando la capa de hielo se comenzó a retirar de la cordillera y expuso pistas de tierra a lo largo de la costa y probablemente sando pequeñas embarcaciones. La nueva forma de punta de proyectil, lanceolada triangular, que aparece en el sitio de Friedkin hace unos 14 mil años, podría haberse desarrollado in situ, a partir de la punta con vástago lanceolado anterior y podría ser la precursora de la punta Clovis lanceolada, estriada. Existen similitudes entre los bifaces y los conjuntos de herramientas del Complejo Buttermilk Creek y Clovis, que pueden sugerir que Clovis emergió in situ desde el Complejo Buttermilk Creek. Una vez desarrollada, la tecnología de punto base cóncava y estriada lanceolada podría haberse extendido rápidamente en las dos terceras partes del este de América del Norte y en el norte de México, mientras que las personas que utilizan puntos de tallo permanecieron en el tercio occidental del continente, donde esa tecnología se convirtió en la Tradición de canto del oeste. Durante este tiempo, grupos humanos continuaron usando puntos derivados en América del Sur.
Alternativamente, las tradiciones de puntos con tallos y lanceolados de América del Norte pueden representar dos migraciones humanas separadas que tomaron diferentes rutas al sur de las capas de hielo continentales y accedieron y establecieron diferentes partes del continente sin glaciar al final del Pleistoceno. Los puntos con tallos podrían haber llegado con las primeras personas que se establecieron en las costas del Pacífico y del Golfo, mientras que otros grupos que llevaban alguna forma de punto lanceolado podrían haber ingresado más tarde a través del corredor interior libre de hielo. El progenitor de la base cóncava de Clovis de 13 mil años de edad, estriada, lanceolada puede haber sido una punta triangular lanceolada como la que se encuentra en el sitio de Friedkin. La edad asociada con esta forma de punto en el sitio de Friedkin puede indicar la llegada de puntos lanceolados hace ~ 14 mil años, con un desarrollo in situ posterior de Clovis a partir de esta forma de punto hace aproximadamente 13 mil años.